# Chhinamukh
Chhinamukh (nep. छिनामखु) – gaun wikas samiti we wschodniej części Nepalu w strefie Kośi w dystrykcie Bhojpur. Według nepalskiego spisu powszechnego z 2001 roku liczył on 667 gospodarstw domowych i 3288 mieszkańców (1723 kobiet i 1565 mężczyzn).